# Darbydale (Ohio)
Darbydale é um lugar designado pelo censo localizado no condado de Franklin no estado estadounidense de Ohio. No Censo de 2010 tinha uma população de 793 habitantes e uma densidade populacional de 309,58 pessoas por km².

## Geografia
Darbydale encontra-se localizado nas coordenadas 39° 51′ 21″ N, 83° 10′ 30″ O. Segundo a Departamento do Censo dos Estados Unidos, Darbydale tem uma superfície total de 2.56 km², da qual 2.56 km² correspondem a terra firme e (0.2%) 0.01 km² é água.

## Demografia
Segundo o censo de 2010, tinha 793 pessoas residindo em Darbydale. A densidade populacional era de 309,58 hab./km². Dos 793 habitantes, Darbydale estava composto pelo 97.23% brancos, o 0.38% eram afroamericanos, o 0.38% eram amerindios, o 0% eram asiáticos, o 0% eram insulares do Pacífico, o 0.5% eram de outras raças e o 1.51% pertenciam a duas ou mais raças. Do total da população o 0.88% eram hispanos ou latinos de qualquer raça.